# Оскар Олсон
Оскар Олсон (англ. Oscar G. Olson) — американський легкоатлет, олімпійський чемпіон з перетягування канату.
На III літніх Олімпійських іграх у Сент-Луїсі (США) виборов золоту медаль у перетягуванні канату в складі команди «Milwaukee Athletic Club».